# 야미족

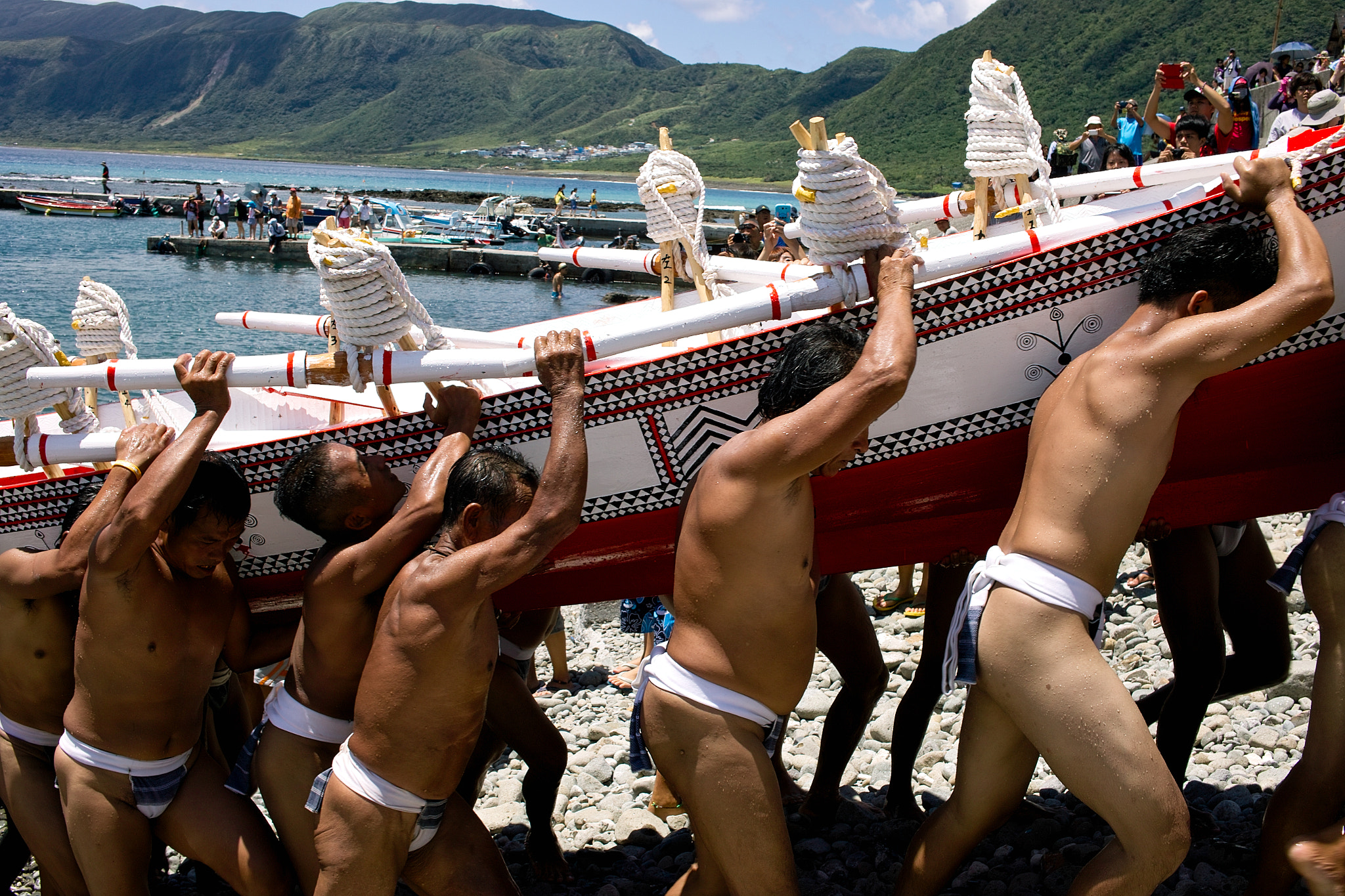
연례 날치 축제 기간 중에 전통 어선인 이파니티카(Ipanitika)를 이고 있는 타오족 사람들

야미족(Yami) 또는 타오족(Tao, 중국어: 達悟族 다우족[*])은 타이완의 부속 도서인 란위섬(오르치드섬)의 원주민이다. 보트 건조와 어업에 큰 의식적, 정신적 중요성을 부여하는 해양 문화를 가지고 있으나 현대에 더 나은 일자리와 교육을 찾아 대만 본토로 계속 이주하면서 전통적인 삶의 방식이 위협을 겪고 있다. 다른 대만 원주민이나 바탄 원주민들과 연관되어 있으나 습속이나 문화에 있어 여러 독자적 특징을 가지고 있다. 1982년 대만 정부가 이 섬에 핵폐기물 저장 시설을 건설한 이래로 이에 대한 항의 운동이 지속적으로 있어 왔으며 2019년 11월 배상금이 섬 주민들에게 지급되었다.
"야미족"이라는 타칭은 1897년 일본의 인류학자 도리이 류조가 임의로 이름붙인 이래로 공식 문서나 학술 문헌에서 일반적으로 사용되었으나, 원주민들 사이에서는 "타오족"이라는 명칭이 주로 사용된다.

## 같이 보기
- 야미어
- 이바탄족
- 바탄 제도